# Battaglia dello stretto di Kerč'
La battaglia dello stretto di Kerč' (nota anche col nome di battaglia di Yenikale dal vecchio nome turco dello stretto di Kerč') fu uno scontro che ebbe luogo il 19 luglio 1790 presso Kerč', in Crimea, tra la flotta russa e quella ottomana nell'ambito della guerra russo-turca (1787-1792).

## La battaglia
La flotta russa, al comando di Ušakov, salpò da Sebastopoli il 13 luglio 1790 diretta nella Crimea meridionale, dopo aver sentito un rapporto secondo il quale la flotta ottomana era stata avvistata in quel punto. Il 19 luglio ancorò all'imbocco dello stretto di Kerč' ed inviò dei pirati in cerca degli ottomani. Alle 10:00 vennero avvistate le navi nemiche e 30 minuti più tardi la flotta ottomana venne vista ad est. Con il vento proveniente da est-nordest, Ušakov formò una linea presso il porto (a sudest). Gli ottomani cambiarono la formazione del loro gruppo ed andarono a costituire una linea parallela ad est di quella russa. Notando che il contingente ottomano era composto solo da navi da guerra, Ušakov inviò 6 fregate a formare una seconda linea presso la linea principale e tra le 12:00 e le 15:00 si svolsero tre ore di combattimenti a lungo raggio con ben pochi effetti, ma il vento cambiò direzione nord-nordest e i russi riuscirono a spezzare la linea ottomana. I turchi si riversarono in una grande corsa e due delle loro navi andarono a collidere su sé stesse. Col vento da nord, l'ammiraglio ottomano puntò a sudovest. Alle 19:00 cessò il fuoco. I russi seguirono gli ottomani per tutta la notte, ma con il sorgere dell'alba le più veloci navi ottomane erano ormai sparite dalla vista. Le perdite russe ammontarono a 29 morti e 68 feriti, con pochi danni alle navi. La vittoria russa impedì che i turchi sbarcassero come erano intenzionati a fare un'armata in Crimea.

## Navi coinvolte

### Russia
Roždestvo Christovo 84 (nave ammiraglia del vice ammiraglio Fëdor Ušakov)

Maria Magdalina 66

Slava Ekateriny 66

Sv. Pavel 66

Sv. Vladimir 66

Sv. Aleksandr Nevskij 50

Sv. Andrej Pervozvannyj 50

Sv. Georgij Pobedonosec 50

Ioann Bogoslov 46

Sv. Pëtr Apostol 46

Fanagoria 40

Kinburn 40

Legkii 40

Perun 40

Strela 40

Taganrog 40

Sv. Ieronim (bombardiera)

2 navi incendiarie

13 navi corsare

Polock

### Impero ottomano
Mukaddeme-i Nusret 74 (ammiraglia di Kapudane Said Bey)

Bahr-i Zafer 72 (ammiraglia di Kapudan Pasha Giritli Hüseyin)

Melik-i Bahri 72 (ammiraglia del bey di Patrona)

Anka-i Bahri 72

Fethü'l Fettah 66

Nüvid-i Fütuh 66

Peleng-i Bahri 66

Tevfikullah 66

Feyz-i Hüda 66 (ammiraglia del bey di Riyale)

Mesudiye 58

Inayet-i Hakk 58

Burc-ı Zafer 52

Şehbaz-ı Bahri 52

Ukâb-ı Bahri 52

Polâd-ı Bahri 44

Mazhar-ı Saadet 38

Mebdâ-i Nusret 32

Raad-ı Bahri 20 (fregata bombardiera)

Berk-i Bahri 20 (fregata bombardiera)

Berk-i Hafız 20 (fregata bombardiera)

Şihab-ı Sakıb 20 (fregata bombardiera)

Cedid Bomba 20 (fregata bombardiera)

23 piccole imbarcazioni (kırlangıç, pergende (brigantini) e şehtiye (xebec).)